# GPR39
GPR39, G protein-spregnuti receptor 39, je protein koji je kod čoveka kodiran GPR39 genom.

## Literatura
1. ↑  McKee KK, Tan CP, Palyha OC, Liu J, Feighner SD, Hreniuk DL, Smith RG, Howard AD, Van der Ploeg LH (1998). „Cloning and characterization of two human G protein-coupled receptor genes (GPR38 and GPR39) related to the growth hormone secretagogue and neurotensin receptors”. Genomics. 46 (3): 426—34. PMID 9441746. doi:10.1006/geno.1997.5069.
2. ↑  „Entrez Gene: GPR39 G protein-coupled receptor 39”.

## Dodatna literatura
- Popovics P, Stewart AJ (2011). „GPR39: A Zn2+-activated G protein-coupled receptor that regulates pancreatic, gastrointestinal and neuronal functions.”. Cell. Mol. Life Sci. 68 (1): 85—95. PMID 20812023. doi:10.1007/s00018-010-0517-1.
- Bonaldo MF, Lennon G, Soares MB (1997). „Normalization and subtraction: two approaches to facilitate gene discovery.”. Genome Res. 6 (9): 791—806. PMID 8889548. doi:10.1101/gr.6.9.791.
- Strausberg RL; Feingold EA; Grouse LH;  . (2003). „Generation and initial analysis of more than 15,000 full-length human and mouse cDNA sequences.”. Proc. Natl. Acad. Sci. U.S.A. 99 (26): 16899—903. PMC 139241 . PMID 12477932. doi:10.1073/pnas.242603899.
- Ota T; Suzuki Y; Nishikawa T;  . (2004). „Complete sequencing and characterization of 21,243 full-length human cDNAs.”. Nat. Genet. 36 (1): 40—5. PMID 14702039. doi:10.1038/ng1285.
- Holst B; Holliday ND; Bach A;  . (2005). „Common structural basis for constitutive activity of the ghrelin receptor family.”. J. Biol. Chem. 279 (51): 53806—17. PMID 15383539. doi:10.1074/jbc.M407676200.
- Gerhard DS; Wagner L; Feingold EA;  . (2004). „The status, quality, and expansion of the NIH full-length cDNA project: the Mammalian Gene Collection (MGC).”. Genome Res. 14 (10B): 2121—7. PMC 528928 . PMID 15489334. doi:10.1101/gr.2596504.
- Hillier LW; Graves TA; Fulton RS;  . (2005). „Generation and annotation of the DNA sequences of human chromosomes 2 and 4.”. Nature. 434 (7034): 724—31. PMID 15815621. doi:10.1038/nature03466.
- Kimura K; Wakamatsu A; Suzuki Y;  . (2006). „Diversification of transcriptional modulation: large-scale identification and characterization of putative alternative promoters of human genes.”. Genome Res. 16 (1): 55—65. PMC 1356129 . PMID 16344560. doi:10.1101/gr.4039406.
- Holst B; Egerod KL; Schild E;  . (2007). „GPR39 signaling is stimulated by zinc ions but not by obestatin.”. Endocrinology. 148 (1): 13—20. PMID 16959833. doi:10.1210/en.2006-0933.
- Lauwers E; Landuyt B; Arckens L;  . (2006). „Obestatin does not activate orphan G protein-coupled receptor GPR39.”. Biochem. Biophys. Res. Commun. 351 (1): 21—5. PMID 17054911. doi:10.1016/j.bbrc.2006.09.141.
- Egerod KL; Holst B; Petersen PS;  . (2007). „GPR39 splice variants versus antisense gene LYPD1: expression and regulation in gastrointestinal tract, endocrine pancreas, liver, and white adipose tissue.”. Mol. Endocrinol. 21 (7): 1685—98. PMID 17488974. doi:10.1210/me.2007-0055.
- Yasuda S; Miyazaki T; Munechika K;  . (2007). „Isolation of Zn2+ as an endogenous agonist of GPR39 from fetal bovine serum.”. J. Recept. Signal Transduct. Res. 27 (4): 235—46. PMID 17885920. doi:10.1080/10799890701506147.